# Hurst Green
Hurst Green ist ein Dorf und zugleich eine Landgemeinde (Civil Parish) im Rother District, Grafschaft East Sussex im Südosten Englands.

## Geographie
Hurst Green liegt in der Landschaft High Weald sowie innerhalb der gleichnamigen Area of Outstanding Natural Beauty. Die Fläche der Gemarkung beträgt 10,35 Quadratkilometer, die Einwohnerzahl, mit Stand 2011, 1481. Benachbarte Gemeinden sind, beginnend im Osten und dann im Uhrzeigersinn, Salehurst and Robertsbridge, Etchingham, Ticehurst sowie, bereits in der angrenzenden Grafschaft Kent, Hawkhurst. Im Südwesten reicht die Gemarkung bis an den Fluss Rother.

## Geschichte
Die urkundliche Ersterwähnung des Ortes datiert auf das Jahr 1574, seinerzeit als Herst Grene. Einige der Weiler in der Umgebung (Burghham, Eyelid, Boarzell, Bourne) wurden aber bereits im 11. Jahrhundert im Domesday Book erwähnt. Eine gewisse Bedeutung erlangte Hurst Green als Rastplatz für Reisende auf der durchführenden Fernstraße von London nach Hastings. Im Laufe des 17. und frühen 18. Jahrhunderts war die Gegend um den Ort Operationsgebiet einer Gruppe von Schmugglern, der Hawkhurst Gang. Als eigenständige Gemeinde (Civil Parish) ist Hurst Green erst im Jahre 1952 entstanden, gebildet aus Teilen von Salehurst, Etchingham und, zu einem kleinen Teil, Ticehurst.

## Bauwerke

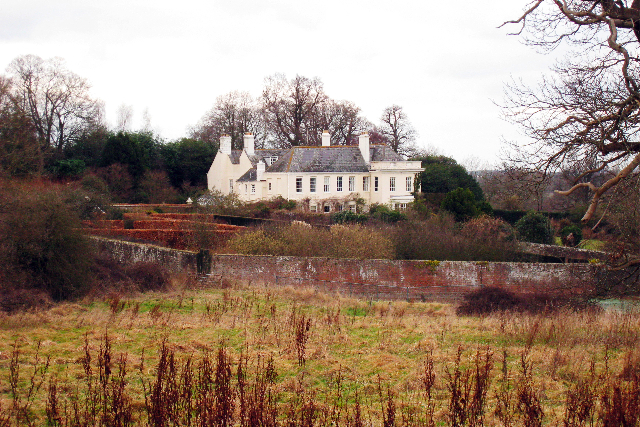
Herrenhaus Iridge Place

Insgesamt 51 Bauwerke und Anlagen auf dem Gemeindegebiet werden als kulturhistorisch bedeutsam eingestuft. Dies sind das Herrenhaus Iridge Place als Listed Building in der zweithöchsten Kategorie II*, die übrigen in der Kategorie II.

## Verkehrsanbindung
Die Gemeinde liegt an der Hauptverkehrsstraße A21, etwa auf halbem Weg zwischen Royal Tunbridge Wells im Norden und dem am Ärmelkanal gelegenen Hastings im Süden, beide jeweils etwa 20 km entfernt. Die A21 ist eine Zubringerstraße zur Londoner Ringautobahn M25.
Im Februar 2005 wurde die Planung einer Umgehungsstraße vorgestellt, die in Robertsbridge und Flimwell an bereits bestehende Ausbauabschnitte der A21 anschließen und insbesondere Hurst Green vom Durchgangsverkehr entlasten soll. Nachdem die Finanzierung des Vorhabens im Herbst 2010 bis mindestens 2015 zurückgestellt wurde, veräußerte die zuständige Highways Agency Teile der bereits erworbenen Flächen. Eine Realisierung des Projekts war auch 2017 noch nicht absehbar, obwohl die britische Road Safety Foundation die A21 2014 als gefährlichste Straße im Vereinigten Königreich eingestuft hatte.
Die nächstgelegene Bahnstation ist Etchingham an der von Tonbridge zum Meer führenden Hastings Line. Von Etchingham bestehen regelmäßige Direktverbindungen nach London (London Bridge, Charing Cross, Cannon Street / City) und direkt nach Hastings an der Südküste.

## Historische Bauten und Gärten in der näheren Umgebung
- Pashley Manor Gardens, Ticehurst: 5-Hektar-große, preisgekrönte Garten- und Parkanlagen mit Herrenhaus mit Tudor Facade (Vorderseite, 1550) und Queen Anne Facade auf der Rückseite (1720)
- Bateman’s, Burwash: Herren-Haus eines Eisenhüttenbesitzers aus dem 17. Jahrhundert; war 30 Jahre lang Wohnsitz des Dichters/Schriftstellers/Nobel-Preisträgers Rudyard Kipling (Dschungelbuch)
- Bodiam Castle, Bodiam: eine guterhaltene Burgruine aus dem 14. Jahrhundert
- Scotney Castle, Lamberhurst: ein Herrenhaus aus dem 19. Jahrhundert mit Burg aus dem 14. Jahrhundert

## Städte-Partnerschaft
Hurst Green ist Partnergemeinde von Ellerhoop im Kreis Pinneberg, Schleswig-Holstein.